# Saison 1999-2000 du Stade Malherbe Caen
Maillots
Chronologie
Saison précédente Saison suivante
En 1999-2000, le Stade Malherbe de Caen dispute sa troisième saison d'affilée en Division 2. 
Samuel Boutal, meilleur buteur du club la saison passée, quitte le club pour la Division 1. Il est remplacé par Seyni N'Diaye et par le vétéran Christophe Horlaville, recruté en septembre. Cyrille Watier, novice au niveau professionnel, est recruté pour occuper l'aile droite. Théault met en place une équipe disposée en 4-5-1, bâtie pour les jeunes joueurs récemment sortis du centre de formation. Le talent de l'ailier gauche Jérôme Rothen et du meneur de jeu Johan Gallon, auteur de sa meilleure saison à Caen, et l'explosivité du jeune latéral droit Bernard Mendy laisse penser que le club a une carte à jouer dans la course à la montée. 
Les Caennais souffrent de leur incapacité à concrétiser ses occasions, qui leur fait concéder de nombreux matchs nuls, et manquent les matchs couperets. Deuxième ex aequo avec l'EA Guingamp au soir de la douzième journée, Malherbe s'incline à domicile face aux bretons au match suivant. Alors que le podium n'est encore qu'à trois points début février, les Caennais sont défaits coup sur coup à domicile par Lorient puis par Sochaux, en fin de match, puis s'inclinent encore à deux reprises en déplacement. L'équipe caennaise laisse ses concurrents s'échapper définitivement et termine finalement à la sixième place. 
Rothen et Mendy apparaissent en fin de saison dans l'équipe-type de deuxième division aux trophées UNFP du football, quelques semaines avant de quitter le club pour la première division.

## Transferts

### Arrivées
| Nom                   | Poste     | Nationalité sportive | Transfert | Provenance              | Date           |
| Cyrille Watier        | attaquant | France               | Transfert | Garde Saint-Ivy Pontivy | Été 1999       |
| Arthur Gnohéré        | défenseur | Côte d'Ivoire        | Transfert | AS Cannes               | Été 1999       |
| Seyni N'Diaye         | attaquant | Sénégal              | Transfert | Neuchâtel Xamax         | Été 1999       |
| Christophe Horlaville | attaquant | France               | Transfert | FC Metz                 | Septembre 1999 |

### Départs
| Nom                 | Poste     | Nationalité sportive | Transfert      | Destination         | Date     |
| Régis Brouard       | milieu    | France               | Transfert      | Nîmes Olympique     | Été 1999 |
| David Charrieras    | défenseur | France               | Retour de prêt | Le Mans UC          | Été 1999 |
| Tarik Kharif        | milieu    | France               | Retour de prêt | FC Metz             | Été 1999 |
| Samuel Boutal       | attaquant | France               | Transfert      | ES Troyes AC        | Été 1999 |
| William Loko        | attaquant | France               | Transfert      | ASOA Valence        | Été 1999 |
| Stéphane Lemarchand | attaquant | France               | Transfert      | CS Louhans-Cuiseaux | Été 1999 |
| Farid Soudani       | attaquant | France               | Transfert      | Red Star            | Été 1999 |

## Effectif

### Joueurs utilisés
| Joueur            | D2 et CdL | D2 et CdL |
| ----------------- | --------- | --------- |
| Joueur            | Matchs    | Buts      |
| Fabrice Catherine | 39        | 0         |
| Jérôme Hiaumet    | 0         | 0         |

| Joueur                | D2 et CdL | D2 et CdL |
| --------------------- | --------- | --------- |
| Joueur                | Matchs    | Buts      |
| Grégory Tafforeau     | 36        | 1         |
| Milos Glonek          | 34        | 1         |
| Jean-Philippe Caillet | 33        | 0         |
| Bernard Mendy         | 31        | 2         |
| Richard Lecour        | 31        | 1         |
| Arthur Gnohéré        | 22        | 0         |
| Mickaël Barré         | 8         | 0         |
| Yoann Terrien         | 5         | 0         |
| Olivier Bellisi       | 3         | 0         |

| Joueur              | D2 et CdL | D2 et CdL |
| ------------------- | --------- | --------- |
| Joueur              | Matchs    | Buts      |
| Jérôme Rothen       | 39        | 3         |
| Stéphane Tanguy     | 39        | 0         |
| Jimmy Hebert (cap.) | 38        | 10        |
| Johan Gallon        | 32        | 9         |
| Anthony Deroin      | 27        | 1         |
| Arnaud Tanguy       | 12        | 1         |
| Salem Harchèche     | 1         | 0         |

| Joueur                | D2 et CdL | D2 et CdL |
| --------------------- | --------- | --------- |
| Joueur                | Matchs    | Buts      |
| Cyrille Watier        | 36        | 8         |
| Christophe Horlaville | 32        | 10        |
| Seyni N'Diaye         | 31        | 3         |
| Kamel Ouejdide        | 8         | 1         |
| Roland Guéla          | 1         | 0         |

## Les rencontres de la saison

### Championnat de Division 2
| Date       | Journée | Adversaire             | Lieu | Score   | Buteurs SMC                                           | Class. | Public |
| ---------- | ------- | ---------------------- | ---- | ------- | ----------------------------------------------------- | ------ | ------ |
| 31/07/1999 | 1re     | Toulouse FC            | Ext. | 0 - 1   | Hebert                                                | 6e     | 12 334 |
| 07/08/1999 | 2e      | ES Wasquehal           | Dom. | 0 - 0   |                                                       | 7e     | 6 108  |
| 13/08/1999 | 3e      | Chamois niortais       | Ext. | 0 - 0   |                                                       | 10e    | 4 463  |
| 17/08/1999 | 4e      | Le Mans UC 72          | Dom. | 1 - 1   | Tafforeau                                             | 9e     | 12 264 |
| 21/08/1999 | 5e      | US Créteil             | Ext. | 2 - 1   | Gallon                                                | 11e    | 2 404  |
| 27/08/1999 | 6e      | AS Cannes              | Ext. | 1 - 0   |                                                       | 12e    | 2 285  |
| 03/09/1999 | 7e      | ASOA Valence           | Dom. | 1 - 0   | Gallon                                                | 11e    | 13 218 |
| 07/09/1999 | 8e      | FC Lorient             | Ext. | 1 - 2   | N'Diaye, Gallon                                       | 8e     | 7 108  |
| 11/09/1999 | 9e      | FC Gueugnon            | Dom. | 2 - 2   | Watier, Lecour                                        | 8e     | 10 059 |
| 18/09/1999 | 10e     | FC Sochaux-Montbéliard | Ext. | 1 - 2   | Hebert, Deroin                                        | 7e     | 6 637  |
| 24/09/1999 | 11e     | Lille OSC              | Dom. | 1 - 0   | N'Diaye                                               | 5e     | 15 590 |
| 02/10/1999 | 12e     | Amiens SC              | Ext. | 0 - 4   | Horlaville (2), Gallon, Ouejdide                      | 2e     | 8 057  |
| 08/10/1999 | 13e     | EA Guingamp            | Dom. | 1 - 2   | Hebert                                                | 3e     | 19 105 |
| 16/10/1999 | 14e     | Stade lavallois        | Ext. | 1 - 1   | Rothen                                                | 5e     | 4 998  |
| 24/10/1999 | 15e     | Nîmes Olympique        | Dom. | 2 - 1   | Gallon, Hebert (sp)                                   | 4e     | 11 968 |
| 30/10/1999 | 16e     | OGC Nice               | Ext. | 0 - 0   |                                                       | 4e     | 3 962  |
| 06/11/1999 | 17e     | AC Ajaccio             | Dom. | 1 - 1   | Horlaville                                            | 4e     | 11 214 |
| 09/11/1999 | 18e     | Châteauroux            | Ext. | 0 - 0   |                                                       | 5e     | 5 637  |
| 12/11/1999 | 19e     | CS Louhans-Cuiseaux    | Dom. | 6 - 1   | Horlaville, Hebert (2), Mendy (2, dont 1 sp), N'Diaye | 4e     | 10 422 |
| 20/11/1999 | 20e     | ES Wasquehal           | Ext. | 0 - 0   |                                                       | 4e     | 4 071  |
| 04/12/1999 | 21e     | Chamois niortais       | Dom. | 2 - 1   | Watier, Horlaville                                    | 4e     | 11 444 |
| 11/12/1999 | 22e     | Le Mans UC 72          | Ext. | 0 - 0   |                                                       | 3e     | 5 403  |
| 15/01/2000 | 23e     | US Créteil             | Dom. | 1 - 1   | Horlaville                                            | 4e     | 10 423 |
| 26/01/2000 | 24e     | AS Cannes              | Dom. | 1 - 1   | Hebert                                                | 4e     | 14 058 |
| 02/02/2000 | 25e     | ASOA Valence           | Ext. | 0 - 0   |                                                       | 4e     | 2 128  |
| 05/02/2000 | 26e     | FC Lorient             | Dom. | 1 - 2   | Horlaville                                            | 5e     | 11 046 |
|            | 27e     | FC Gueugnon            | Ext. | Reporté | Reporté                                               |        |        |
| 24/02/2000 | 28e     | FC Sochaux-Montbéliard | Dom. | 1 - 2   | Rothen                                                | 7e     | 13 978 |
| 10/03/2000 | 29e     | Lille OSC              | Ext. | 3 - 2   | Gallon, Watier                                        | 8e     | 11 935 |
| 17/03/2000 | 27e     | FC Gueugnon            | Ext. | 4 - 0   |                                                       | 8e     |        |
| 24/03/2000 | 30e     | Amiens SC              | Dom. | 4 - 1   | Glonek, Gallon (sp), Horlaville, Watier               | 5e     | 10 032 |
| 30/03/2000 | 31e     | EA Guingamp            | Ext. | 3 - 1   | Watier                                                | 7e     | 9 339  |
| 08/04/2000 | 32e     | Stade lavallois        | Dom. | 1 - 1   | Gallon                                                | 9e     | 13 522 |
| 13/04/2000 | 33e     | Nîmes Olympique        | Ext. | 0 - 0   |                                                       | 9e     | 4 357  |
| 21/04/2000 | 34e     | OGC Nice               | Dom. | 1 - 1   | Horlaville                                            | 9e     | 11 366 |
| 29/04/2000 | 35e     | AC Ajaccio             | Ext. | 1 - 0   |                                                       | 10e    | 1 096  |
| 05/05/2000 | 36e     | Châteauroux            | Dom. | 4 - 1   | Watier (2), Rothen, Hebert                            | 9e     | 10 649 |
| 12/05/2000 | 37e     | CS Louhans-Cuiseaux    | Ext. | 0 - 4   | Horlaville, Hebert, Watier, Tanguy                    | 7e     | 922    |
| 20/05/2000 | 38e     | Toulouse FC            | Dom. | 1 - 1   | Gallon                                                | 6e     | 13 819 |

### Coupe de la Ligue
| Date       | Tour     | Adversaire    | Lieu | Score | Buteurs SMC | Public |
| ---------- | -------- | ------------- | ---- | ----- | ----------- | ------ |
| 16/11/1999 | 1er tour | Le Mans UC 72 | Dom. | 1 - 2 | Hebert      | 4 500  |

### Coupe de France
| Date       | Tour    | Adversaire      | Lieu | Score             | Buteurs SMC | Public |
| ---------- | ------- | --------------- | ---- | ----------------- | ----------- | ------ |
| 27/11/1999 | 7e tour | AF Vire (CFA2)  | Ext. | 2 - 3             |             |        |
| 17/12/1999 | 8e tour | FC Lorient (D2) | Dom. | 2 - 2 (6 - 7 tab) |             |        |